# Changhe (köpinghuvudort i Kina, Zhejiang Sheng, lat 30,22, long 121,18)
Changhe är en köpinghuvudort i Kina. Den ligger i provinsen Zhejiang, i den östra delen av landet, omkring 98 kilometer öster om provinshuvudstaden Hangzhou. Antalet invånare är 52 275. Befolkningen består av 26 017 kvinnor och 26 258 män. Barn under 15 år utgör 10,0 %, vuxna 15-64 år 78 %, och äldre över 65 år 11,0 %.
Runt Changhe är det tätbefolkat, med 659 invånare per kvadratkilometer. Närmaste större samhälle är Zhouxiang, 7,4 km sydväst om Changhe. Runt Changhe är det i huvudsak tätbebyggt.
Genomsnittlig årsnederbörd är 1 778 millimeter. Den regnigaste månaden är juni, med i genomsnitt 285 mm nederbörd, och den torraste är januari, med 60 mm nederbörd.